# Alena Kostornaia
Alena Sergeyevna Kostornaia (em russo:  Алёна Сергеевна Косторная, transl. Áliona Sierguívna Kastornaya; Moscou, 24 de agosto de 2003) é uma patinadora artística russa. Ela é a campeã europeia (2020), campeã da Final do Grand Prix de 2019-20, medalhista de prata (2020) e duas vezes medalhista de bronze (2018, 2019) do Campeonato Russo. Na categoria júnior, é a medalhista de prata do Campeonato Mundial Júnior (2018), campeã (2018) e medalhista de prata (2017) da Final do Grand Prix Júnior.
Em 2019, em sua primeira competição internacional no nível sênior, Finlandia Trophy, Kostornaia saltou dois triplo axels no programa livre, tornando-se a décima patinadora na categoria individual feminina a aterrissar esse elemento em competições internacionais. 
Ela é a primeira patinadora individual na história da patinação artística a marcar mais de 85 pontos no programa curto e mais de 247 na pontuação total. Além disso, é a atual detentora do recorde mundial de pontuação no programa curto da categoria júnior.
Quanto à transliteração do seu nome do alfabeto cirílico para o romano, embora ela adote a transcrição "Alena" em competição, a atleta utiliza "Aliona" em suas redes sociais, que é forma a mais fiel à pronúncia.

## Programas
| Temporada | Programa curto (SP) | Patinação livre (FS) | Exibição de Gala (EX) |
| --------- | --- | --- | --- |

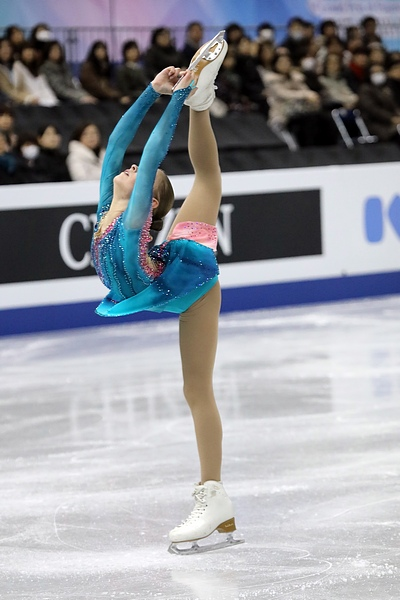
Kostornaia performing a Biellmann spin at the 2017–18 Junior Grand Prix Final.

| 2021–2022 | - New York, New York por Liza Minelli coreografado por Daniil Gleikhengauz - Am I The One por Beth Hart coreografado por Daniil Gleikhengauz                                             | - Lovely (violin cover) por ItsAMoney - Lovely de Billie Eilish e Khalid - Lovely (remix) por galpe coreografado por Daniil Gleikhengauz - The Four Seasons: Winter de Antonio Vivaldi coreografado por Daniil Gleikhengauz                                                 | |
| 2020–2021 | - The Four Seasons: Winter by Antonio Vivaldi arranjo de Michel Schwalbé - No Time to Die - You Should See Me in a Crown de Billie Eilish coreografado por Sergei Rozanov, Elena Ilinykh | - My Way - Yellow Moon de Luca D'Alberto coreografado por Shae-Lynn Bourne - Wayward Sisters (de Nocturnal Animals) - Dance For Me Wallis (de W.E.) - The Cheek of Night (de Romeo & Juliet) - Abdication (de W.E.) por Abel Korzeniowski coreografado por Shae-Lynn Bourne | - Lovely (violin cover) por ItsAMoney - Lovely de Billie Eilish e Khalid - Lovely (remix) por galpe coreografado por Daniil Gleikhengauz - Someone like You - Rolling in the Deep de Adele coreografado por Sergei Rozanov |
| 2019–2020 | - The Departure (Lullaby) (de The Leftovers) por Max Richter - November por Max Richter coreografado por Daniil Gleikhengauz                                                             | - New Moon (The Meadow) (de The Twilight Saga: New Moon) por Alexandre Desplat - Eyes on Fire de Blue Foundation - Supermassive Black Hole de Muse coreografado por Daniil Gleikhengauz                                                                                     | - Never Tear Us Apart por Bishop Briggs - Eyes on Fire de Blue Foundation - Supermassive Black Hole de Muse |
| 2018–2019 | - The Departure (Lullaby) (de The Leftovers) por Max Richter - November por Max Richter coreografado por Daniil Gleikhengauz                                                             | Romeo and Juliet - Kissing You por Des'ree, Timothy Atack arranjo de Craig Armstrong - Forbidden Love (de "Romeo & Juliet") por Abel Korzeniowski - Love Theme from Romeo and Juliet por Nino Rota arranjo de Henry Mancini coreografado por Daniil Gleikhengauz            | - Dos cadencias sobre "Adiós Nonino" de Astor Piazzolla por Pablo Ziegler coreografado por Eteri Tutberidze - Eyes on Fire by Blue Foundation - Supermassive Black Hole by Muse                                            |
| 2017–2018 | - Dos cadencias sobre "Adiós Nonino" de Astor Piazzolla por Pablo Ziegler coreografado por Eteri Tutberidze                                                                              | - Stella's Theme de William Joseph coreografado por Daniil Gleikhengauz | - Dos cadencias sobre "Adiós Nonino" de Astor Piazzolla por Pablo Ziegler coreografado por Eteri Tutberidze - Carmen por Moscow Virtuosi Chamber coreografado por Semyon Kaufman                                           |
| 2016–2017 | - Carmen por Moscow Virtuosi Chamber coreografado por Semyon Kaufman | - Les Valses de Vienne de François Feldman coreografado por Semyon Kaufman | |
| 2015–2016 | - Carmen por Moscow Virtuosi Chamber coreografado por Semyon Kaufman | - Maktub por Marcus Viana | |
| 2014–2015 | - Rhapsody in Rock IV de Robert Wells | - Maktub por Marcus Viana | |

## Principais resultados
| Internacional                                  | Internacional     | Internacional     | Internacional    | Internacional    | Internacional     |
| Evento/Temporada                               | 17–18             | 18–19             | 19–20            | 20–21            | 21–22             |
| ---------------------------------------------- | ----------------- | ----------------- | ---------------- | ---------------- | ----------------- |
| Mundial                                        |                   |                   | C                |                  |                   |
| Europeu                                        |                   |                   | Medalha de ouro  |                  |                   |
| GP Final                                       |                   |                   | Medalha de ouro  |                  |                   |
| GP France                                      |                   |                   | Medalha de ouro  |                  | TBD               |
| GP NHK Trophy                                  |                   |                   | Medalha de ouro  |                  |                   |
| GP Rostelecom                                  |                   |                   |                  | Medalha de prata |                   |
| GP Skate Canada                                |                   |                   |                  |                  | Medalha de bronze |
| CS Finlandia                                   |                   |                   | Medalha de ouro  |                  | Medalha de bronze |
| Internacional: Júnior                          |                   |                   |                  |                  |                   |
| Mundial Júnior                                 | Medalha de prata  | WD                |                  |                  |                   |
| JGP Final                                      | Medalha de prata  | Medalha de ouro   |                  |                  |                   |
| JGP Áustria                                    |                   | Medalha de ouro   |                  |                  |                   |
| JGP Chéquia                                    |                   | Medalha de ouro   |                  |                  |                   |
| JGP Itália                                     | Medalha de prata  |                   |                  |                  |                   |
| JGP Polônia                                    | Medalha de ouro   |                   |                  |                  |                   |
| Nacional                                       |                   |                   |                  |                  |                   |
| Campeonato da Rússia                           | Medalha de bronze | Medalha de bronze | Medalha de prata | WD               |                   |
| Campeonato Júnior da Rússia                    | Medalha de prata  | Medalha de prata  |                  |                  |                   |
| Final da Copa Russa                            | Medalha de ouro   |                   |                  | 6ª               |                   |
| TBD = Agendada; WD = Abandonada; C = Cancelada |                   |                   |                  |                  |                   |